# Pyxine philippina
Pyxine philippina är en lavart som beskrevs av Vain. Pyxine philippina ingår i släktet Pyxine och familjen Physciaceae.   Inga underarter finns listade i Catalogue of Life.